# Valley of Fire State Park
La Valle del Fuoco (Valley of Fire in inglese) è un'area desertica degli Stati Uniti d'America che dà il nome all'omonimo parco statale situato nello Stato del Nevada: il Parco Statale della Valle del Fuoco (Valley of Fire State Park).
Il parco prende il nome dalle caratteristiche formazioni in arenaria rossa, chiamata Aztec Sandstone, formatasi dalle dune di sabbia in movimento circa 150 milioni di anni fa, e che sono l'attrazione principale del parco. Queste sembrano spesso in fiamme quando riflettono i raggi del sole.
È il più antico parco statale del Nevada, come riportato nel Nevada Historical Marker. È stato designato come National Natural Landmark nel 1968.
La Valle del Fuoco si trova a circa 80 km a nord-est di Las Vegas, a un'altitudine compresa tra i 402 e i 917 m s.l.m. Si trova in un bacino di 6,4 per 9,7 km.

## Storia
L'arenaria che compone il parco appartiene al periodo giurassico ed è il residuo della sabbia lasciata dal vento dopo che i mari interni si sono ritirati .
Si stima che i primi insediamenti umani raggiunsero il sud del Nevada 11000 anni fa. La prova più evidente dell'occupazione sono le incisioni rupestri scolpite nelle rocce circa 2.500 anni fa. Alcune tribù Paiute vivevano in questa zona nel 1865 quando i mormoni si stabilirono nella vicina città di St. Thomas, a sud di Moapa Valley. L'agricoltura, l'allevamento e l'estrazione mineraria erano concentrate lungo uno stretto specchio d'acqua.
Una strada dissestata che attraversava l'area fu costruita nel 1912 come parte della Arrowhead Trail, che collega Salt Lake City a Los Angeles. Questa strada ha permesso alle persone di viaggiare attraverso quella che divenne nota come Valle del Fuoco. Negli anni '20 il nome fu coniato da un funzionario dell'AAA che viaggiava attraverso il parco al tramonto. Questi ha presumibilmente detto che l'intera valle sembrava in fiamme. Fu sempre durante gli anni '20 che la ricchezza archeologica e le possibilità ricreative dell'area furono riconosciute e circa 8500 acri (circa 34,4 km2 di terreno, furono dati allo Stato del Nevada.
Nel 1933, il Civilian Conservation Corps costruì le prime strutture e campeggi nel parco. La domenica di Pasqua del 1934, la Valle del Fuoco è stata ufficialmente aperta come il primo parco statale del Nevada. Tuttavia, il parco non ha ricevuto la sua designazione legale dalla Legislatura dello Stato del Nevada fino al 1935. Da allora, il parco è cresciuto fino alle dimensioni attuali di oltre 40.000 acri (quasi 162 km2).